# Glenn Cannon
Glenn Cannon (21 de noviembre de 1932 – 20 de abril de 2013) fue un actor estadounidense conocido por su papel en Hawaii Five-O y Magnum, P.I. También apareció en un par de papeles en Lost.
La carrera de Cannon comenzó en la década de los 50 con papeles como Alfred Hitchcock Presents, The Outer Limits y Combat!. En Magnum, P.I., Cannon interpretó el papel de Dr. Ibold, mientras que en Hawaii Five-O, encarnó al fiscal general John Manicote. A mediados de los 60, dio clases en el colegio de Lanai Road School de Encino, California.
En los últimos años, fue presidente de la sección Hawái del Screen Actors Guild y su grupo sucesor, SAG-AFTRA.
Cannon era profesor de teatro en la Universidad de Hawái en Mānoa y fue codirector en el programa UH-Manoa Cinematic y Digital Arts.

## Filmografía parcial
- Cop Hater (1958) - Gang Leader - Rip
- Mad Dog Coll (1961) - Harry
- Hawaii Five-O (Serie 1970-1977) - Manicote / Carlson/Col. Franklin/Stone
- Magnum, P.I. - Dr. Ibold/Dr. Bernard Kessler
- Picture Bride (1994) - Mer. Pieper